# Microlicia neglecta
Microlicia neglecta är en tvåhjärtbladig växtart som beskrevs av Célestin Alfred Cogniaux. Microlicia neglecta ingår i släktet Microlicia och familjen Melastomataceae. Inga underarter finns listade i Catalogue of Life.